# Emil Almén

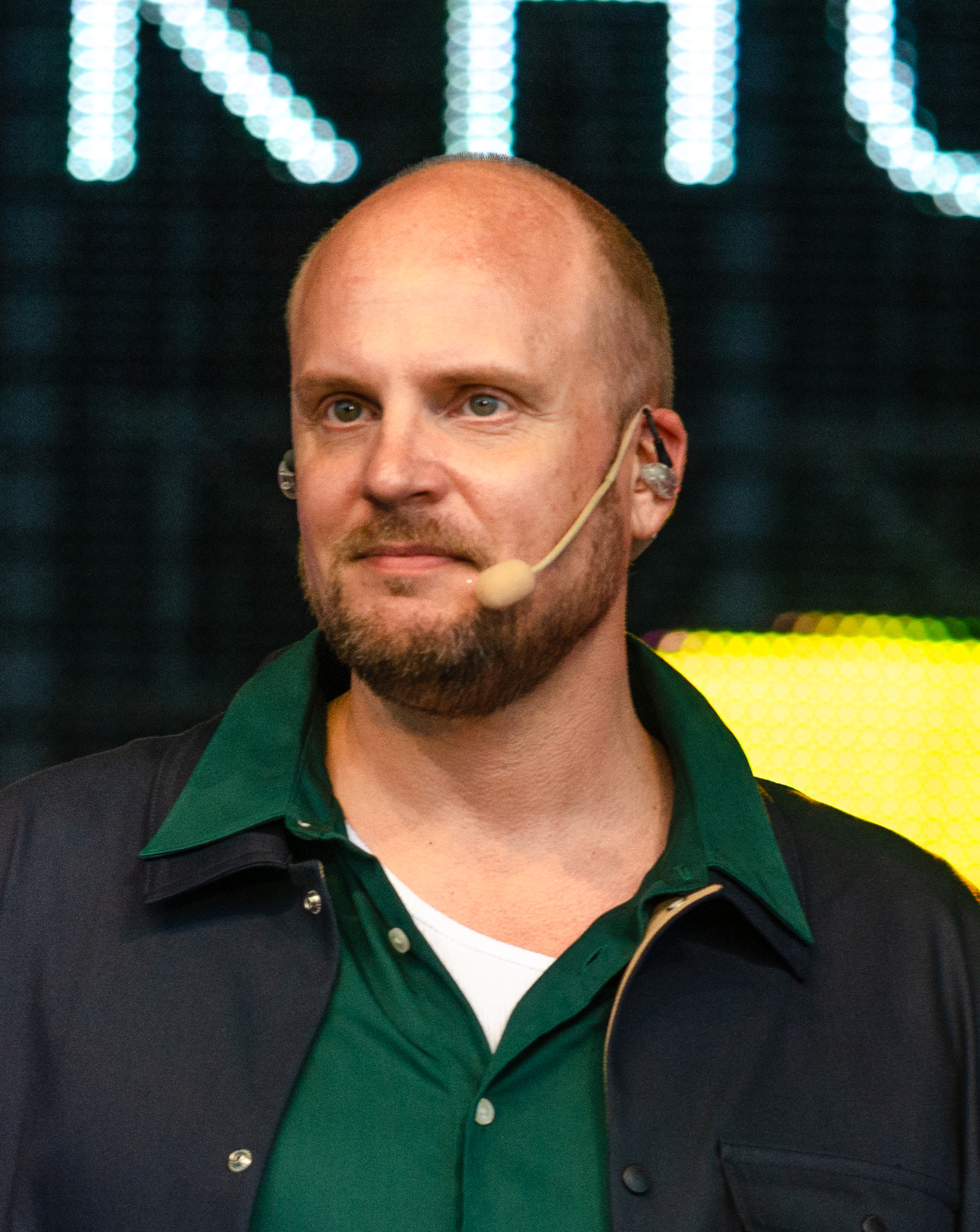
Emil Almén en la apertura del Stockholm Pride de 2023.

Lars Emil Almén (nacido el 30 de junio de 1980 en Sala, Suecia) es un actor sueco. Ha estudiado a Skara Skolscen y Teaterhögskolan i Stockholm. Ahora trabaja en Stockholms stadsteater.

## Filmografía escogida
- 2005 - Coachen (TV)
- 2006 - Göta kanal 2 - kanalkampen
- 2007 - En riktig jul (TV (Julkalendern))
- 2008 - Oskyldigt dömd (TV)
- 2009 - Män som hatar kvinnor
- 2010 - Beck - Levande begravd
- 2012 - Torka aldrig tårar utan handskar (TV)